# Liste der Biografien/Tos
Liste der Biografien |
Portal Biografien |
Personensuche
# |
A |
B |
C |
D |
E |
F |
G |
H |
I |
J |
K |
L |
M |
N |
O |
P |
Q |
R |
S |
T |
U |
V |
W |
X |
Y |
Z |
?
 
Ta |
Tc |
Te |
Tf |
Tg |
Th |
Ti |
Tj |
Tk |
Tl |
Tm |
To |
Tq |
Tr |
Ts |
Tu |
Tv |
Tw |
Tx |
Ty |
Tz
 
Toa |
Tob |
Toc |
Tod |
Toe |
Tof |
Tog |
Toh |
Toi |
Toj |
Tok |
Tol |
Tom |
Ton |
Too |
Top |
Toq |
Tor |
Tos |
Tot |
Tou |
Tov |
Tow |
Tox |
Toy |
Toz
Die Liste der Biografien führt alle Personen auf, die in der deutschsprachigen Wikipedia einen Artikel haben. Dieses ist eine Teilliste mit 165 Einträgen von Personen, deren Namen mit den Buchstaben „Tos“ beginnt.

## Tos

### Tosa
- Tosa, Mitsumochi, japanischer Maler
- Tosa, Mitsunobu, japanischer Maler
- Tosa, Mitsunori (1583–1638), japanischer Maler
- Tosa, Mitsuoki (1617–1691), japanischer Maler
- Tosa, Mitsuyoshi (1539–1613), japanischer Maler
- Tosa, Reiko (* 1976), japanische Marathonläuferin
- Tosabeciis, Antonius de († 1456), Bischof von Chur
- Tōsaka, Eri (* 1993), japanische Ringerin
- Tosaka, Jun (1900–1945), japanischer Philosoph
- Tosaka, Kaoru (1943–2007), japanischer Manager
- Tosar, Héctor (1923–2002), uruguayischer Komponist
- Tosar, Luis (* 1971), spanischer SchauspielerLuis Tosar (* 1971)

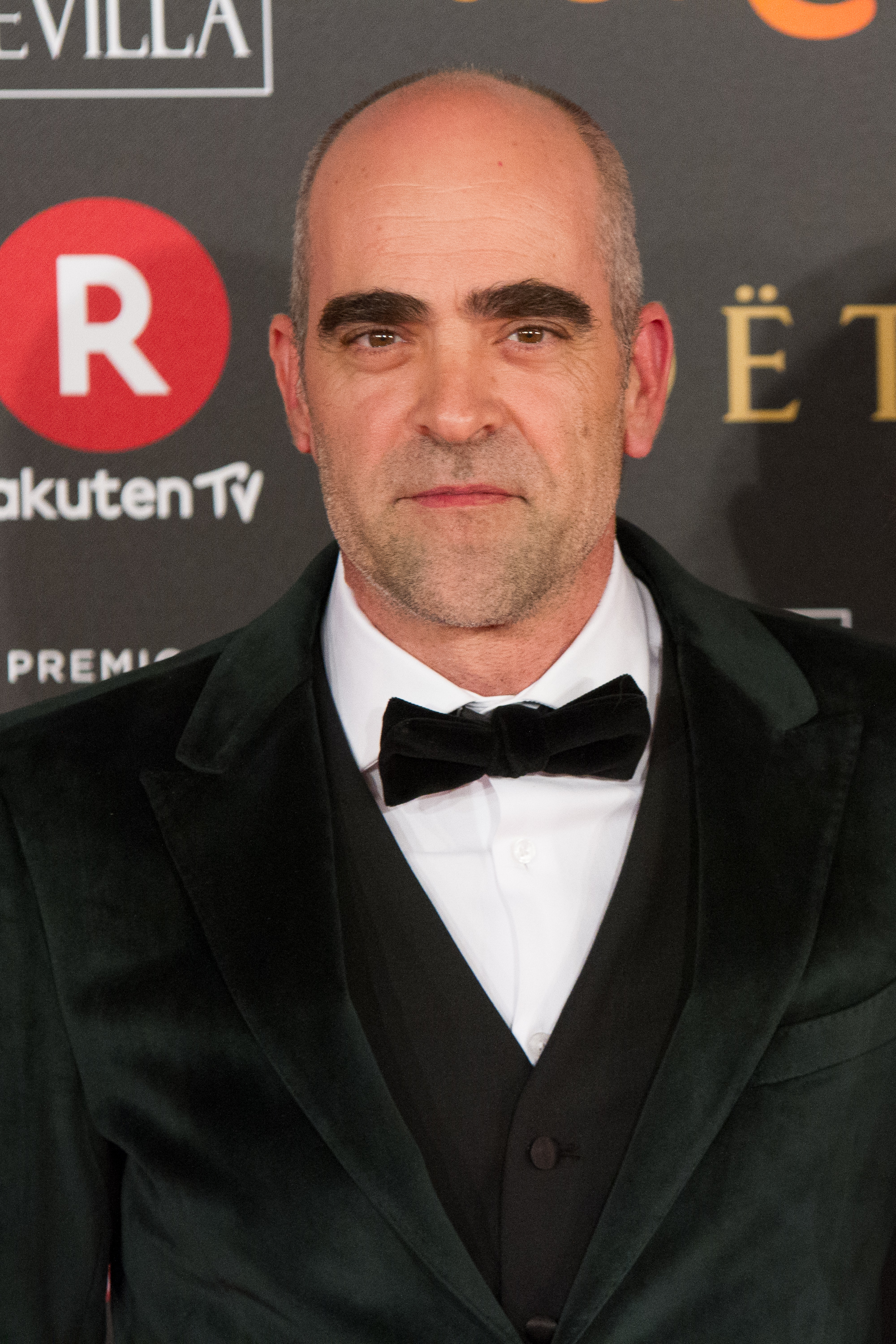
Luis Tosar (* 1971)

- Tosatti, Erio (* 1943), italienischer theoretischer Festkörperphysiker
- Tosatti, Marcelo (* 1982), brasilianischer Programmierer (Linux-Kernel)
- Tosatti, Valentino, italienischer Mathematiker
- Tosatto, Matteo (* 1974), italienischer Radrennfahrer und Sportlicher Leiter

### Tosc
- Tosca (* 1967), italienische Popsängerin und Theaterschauspielerin
- Toșca, Alin (* 1992), rumänischer Fußballspieler
- Toscalı, Aydın (* 1980), türkischer Fußballspieler
- Toscan du Plantier, Daniel (1941–2003), französischer Filmproduzent
- Toscanelli, Raymond (1921–2015), französischer Fußballspieler
- Toscani, Anton (1901–1984), niederländischer Geher
- Toscani, Cajetan (1742–1815), italienisch-böhmischer Maler und Zeichner, Professor an der Kunstakademie Dresden
- Toscani, Giovanni di Francesco († 1430), italienischer Maler
- Toscani, Oliviero (1942–2025), italienischer Fotograf
- Toscani, Piero (1904–1940), italienischer Boxer
- Toscani, Stephan (* 1967), deutscher Politiker (CDU), MdL
- Toscanini, Arturo (1867–1957), italienischer DirigentArturo Toscanini (1867–1957)

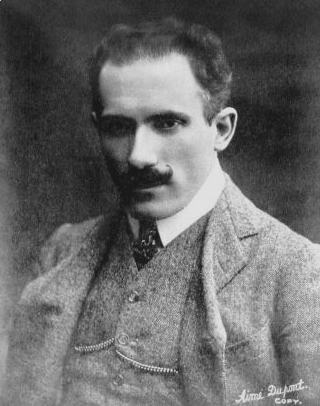
Arturo Toscanini (1867–1957)

- Toscanini, Jesús (* 1987), uruguayischer Fußballspieler
- Toscano, Edy (1927–2018), Schweizer Bauingenieur
- Toscano, Joan (* 1984), andorranischer Fußballspieler
- Toscano, Luigi (* 1972), italienisch-deutscher Fotograf und Filmemacher
- Toscano, Peterson (* 1965), US-amerikanischer Lehrer, Theaterautor und Schauspieler
- Toscano, Sarah (* 2006), italienische PopsängerinSarah Toscano (* 2006)

Sarah Toscano (* 2006)

- Toschek, Peter (1933–2020), deutscher Physiker und Hochschullehrer
- Töscher, Herbert († 1944), deutscher Landrat
- Toscher, Willibald (* 1948), deutscher Politiker (CDU), MdVK, MdB
- Toschew, Andrei (1867–1944), bulgarischer Politiker und Ministerpräsident
- Toschew, Christo (* 1960), bulgarischer Fußballtorhüter und -trainer
- Toschew, Martin (* 1990), bulgarischer Fußballspieler
- Toschew, Ognjan (* 1940), bulgarischer Radrennfahrer
- Toschew, Stefan (1859–1924), bulgarischer General im Ersten Weltkrieg
- Toschew, Toscho (1942–2023), bulgarischer Journalist und Autor
- Toschi, Giulio Carlo Fagnano dei (1682–1766), italienischer Mathematiker
- Toschi, Paolo (1788–1854), italienischer Kupferstecher
- Toschke, André Michael (1972–2011), deutscher Mediziner
- Toschkowa, Emel Etem (* 1958), bulgarische Politikerin

### Tose
- Toseland, Ernie (1905–1987), englischer Fußballspieler
- Toseland, James (* 1980), britischer ehemaliger MotorradrennfahrerJames Toseland (* 1980)

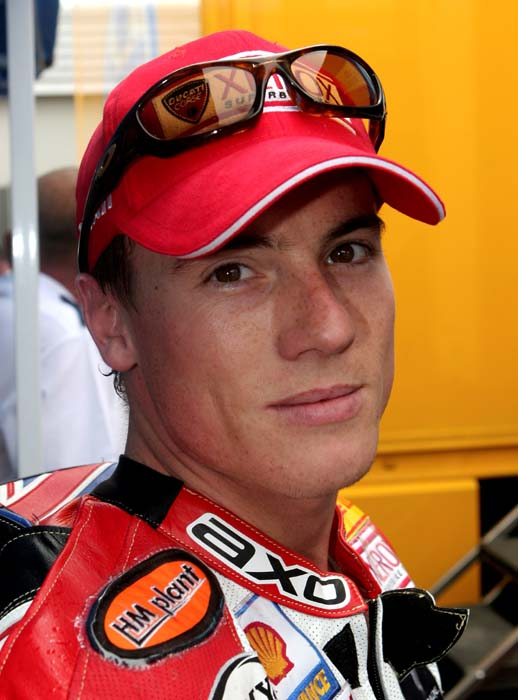
James Toseland (* 1980)

- Toselli, Claudio, italienischer Radrennfahrer
- Toselli, Cristopher (* 1988), chilenischer Fußballspieler
- Toselli, Enrico (1883–1926), italienischer Komponist und Pianist
- Tošenovský, Evžen (* 1956), tschechischer Politiker, MdEP
- Tosetti, Matteo (* 1992), Schweizer Fussballspieler
- Toševski, David (* 2001), nordmazedonischer Fußballspieler

### Tosh
- Tosh, Andrew (* 1967), jamaikanischer Reggaemusiker
- Tosh, Daniel (* 1975), US-amerikanischer Stand-up Comedian und Fernsehmoderator
- Tosh, Murray (* 1950), schottischer Politiker
- Tosh, Peter (1944–1987), jamaikanischer Sänger
- Tosh, Stuart (* 1951), britischer Schlagzeuger
- Toshack, John (* 1949), walisischer Fußballspieler und -trainerJohn Toshack (* 1949)

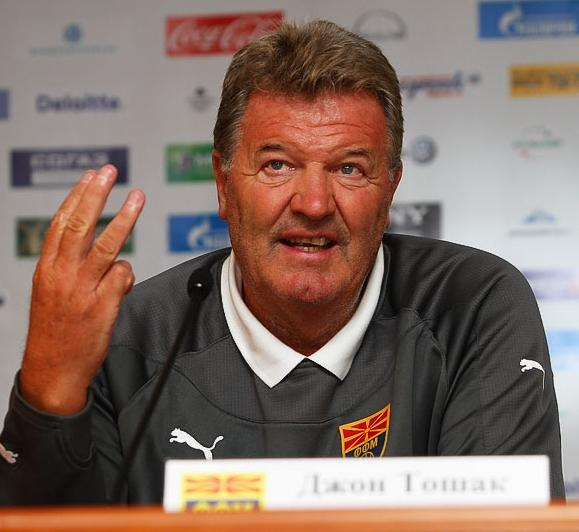
John Toshack (* 1949)

- Toshain, Iv (* 1980), österreichische Künstlerin, Kuratorin und Aktivistin
- Toshev, Usmon (* 1965), usbekischer Fußballspieler und -trainer
- Toshida, Yusei (* 1999), japanischer Fußballspieler
- Toshiki, Okada (* 1973), japanischer Erzähler, Dramatiker, Bühnenregisseur und Theatergruppenleiter
- Toshima, Akira (* 1991), japanischer Fußballspieler
- Toshima, Sachirō (* 1995), japanischer Fußballspieler
- Toshiro, Masaki (* 1980), japanischer Rennrodler
- Toshmatov, Mansur (* 1954), usbekisch-sowjetischer Pop- und Jazzsänger
- Toshmuhamedova, Dilorom (* 1962), usbekische Politikerin und Parlamentsvorsitzende
- Toshmuhammad, Muso (1905–1968), usbekischer, sowjetischer Schriftsteller, Dichter und Übersetzer
- Toshney, Lewis (* 1992), schottischer Fußballspieler
- Tōshūsai Sharaku, japanischer Meister des Holzblockdrucks

### Tosi
- Tosi, Adelaide (1800–1859), italienische Opernsängerin (Sopran)
- Tosi, Agnes Victoria Michel (* 1999), argentinische Volleyballspielerin
- Tosi, Bruno (1937–2012), italienischer Journalist und Musikkritiker
- Tosi, Eugenio (1864–1929), italienischer Geistlicher, Kardinal der römisch-katholischen Kirche und Erzbischof von Mailand
- Tosi, Flavio (* 1969), italienischer Politiker
- Tosi, Franco (1850–1898), italienischer Maschinenbauingenieur und Industrieller
- Tosi, Giuseppe (1916–1981), italienischer Leichtathlet
- Tosi, Giuseppe Felice (1628–1693), italienischer Organist, Kapellmeister und Komponist
- Tosi, Luca (* 1992), san-marinesischer Fußballspieler
- Tosi, Luigi (1763–1845), italienischer Geistlicher, Bischof von Pavia
- Tosi, Luigi (1915–1989), italienischer Schauspieler
- Tosi, Mario (1935–2021), italienisch-amerikanischer Kameramann
- Tosi, Max (1913–1988), ladinischer Dichter
- Tosi, Pier Francesco (* 1654), italienischer Sänger, Komponist und Autor
- Tosi, Piero (1927–2019), italienischer Kostümbildner
- Tosi, Rodrigo (* 1983), brasilianischer Fußballspieler
- Tosi-Socolov, Matias (* 1980), argentinischer Opernsänger (Bassbariton)
- Tošić, Dragomir (1909–1985), jugoslawischer Fußballspieler
- Tošić, Duško (* 1985), serbischer FußballspielerDuško Tošić (* 1985)

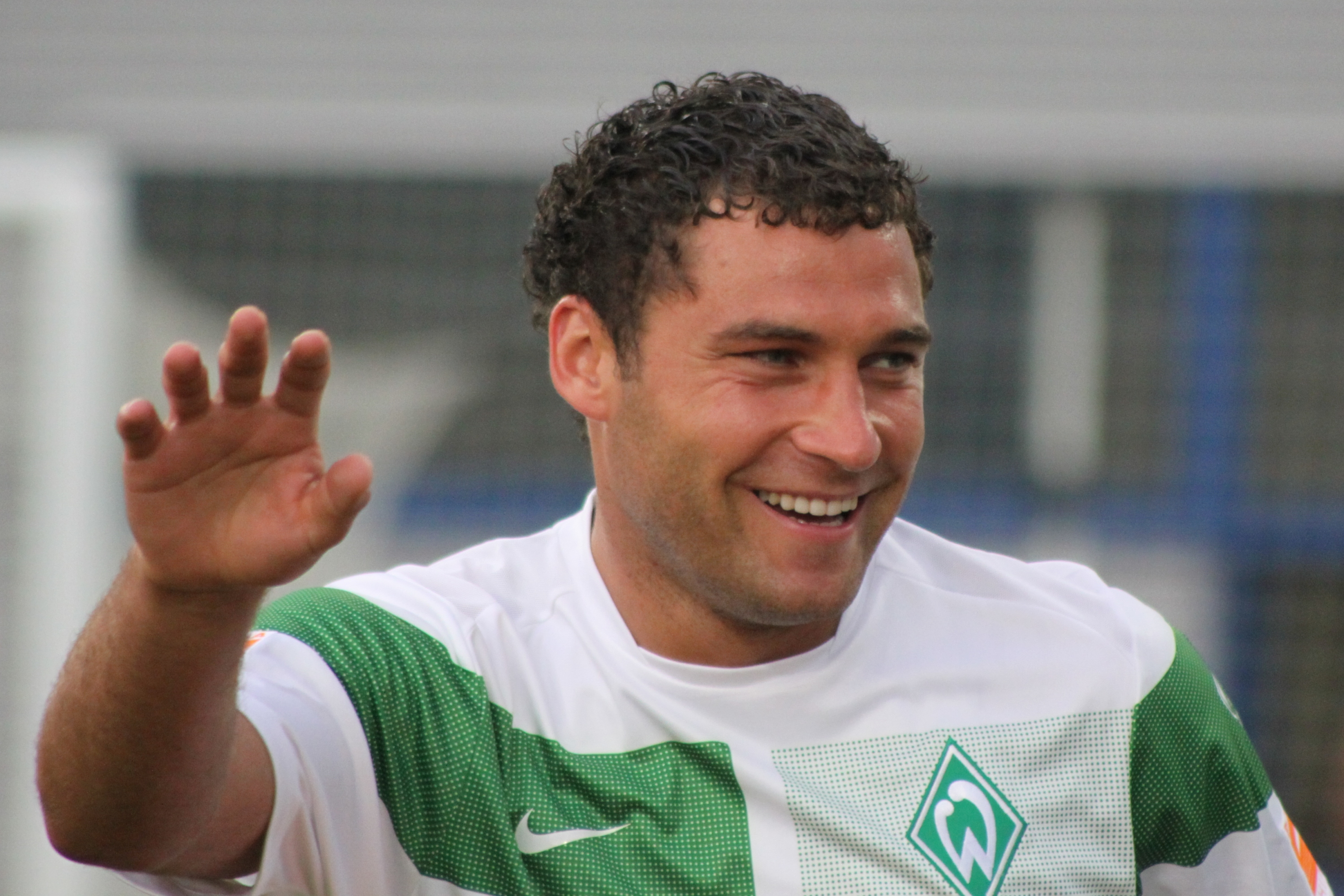
Duško Tošić (* 1985)

- Tošić, Goran (* 1982), serbischer Tennisspieler
- Tošič, Luka (* 1988), slowenischer Eishockeyspieler
- Tošić, Nemanja (* 1997), serbischer Fußballspieler
- Tošić, Zoran (* 1987), serbischer Fußballspieler
- Tosio, Renato (* 1964), Schweizer Eishockeytorhüter

### Tosk
- Toska, Haki (1920–1994), albanischer Politiker
- Toskala, Vesa (* 1977), finnischer Eishockeyspieler
- Toskas, Achilleas (* 2004), griechischer Handballspieler
- Toski, Faton (* 1987), deutsch-kosovarischer Fußballspieler
- Toski, Rodolpho (* 1987), brasilianischer Fußballschiedsrichter
- Toskić, Alem (* 1982), serbischer Handballspieler und -trainer
- Toskić, Fadil (1949–2006), jugoslawischer bzw. bosnischer Sänger

### Tosn
- Tošnar, Milan (1925–2016), tschechischer Hürdenläufer

### Toso
- Toso, Jean-Raymond (* 1952), französischer Radrennfahrer
- Toso, Mario (* 1950), italienischer römisch-katholischer Theologe, Salesianer Don Boscos, Bischof von Faenza-Modigliana
- Toso, Roswitha (* 1963), deutsche Politikerin (Freie Wähler), MdL
- Tosoc, Ryan (* 1990), US-amerikanischer Pokerspieler
- Tosoff, Amanda (* 1983), kanadische Jazzmusikerin (Piano, Komposition)
- Tosoni, Angelo (* 1952), italienischer Radrennfahrer
- Tosoni, Mario (* 1918), argentinischer Fußballspieler
- Tošović, Branko (* 1949), österreichisch-serbischer Slawist
- Tošovský, Josef (* 1950), tschechischer Bankier und Politiker

### Toss
- Tossakorn Boonpen (* 1997), thailändischer Fußballspieler
- Tossanus, Daniel der Ältere (1541–1602), deutscher reformierter Theologe
- Tossanus, Daniel der Jüngere (1590–1655), deutscher reformierter Theologe
- Tossanus, Paul (1572–1634), deutscher reformierter Theologe hugenottischer Abstammung
- Tossanus, Peter († 1573), evangelischer Theologe und Reformator
- Tossaphol Chomchon (* 1989), thailändischer Fußballspieler
- Tossapohn Khamengkij (* 1985), thailändischer Fußballspieler
- Tossapol Sritecha (* 2000), thailändischer Fußballspieler
- Tossaporn Chuchin (* 1993), thailändischer Fußballspieler
- Tossell, Judy (* 1966), britische Filmproduzentin
- Tosseng, Henry (1900–1972), luxemburgischer Radrennfahrer
- Tossing, Gudrun (* 1952), deutsche Autorin und Wissenschaftlerin
- Tosstorff, Reiner (* 1951), deutscher Historiker
- Tossy, Jerome D. (1932–2009), amerikanischer Orthopäde

### Tost
- Tost, Franz (* 1956), österreichischer Sportfunktionär, Teamchef in der Formel 1
- Tost, Gita (1965–2000), deutsche Autorin, Liedermacherin sowie feministische und lesbische Aktivistin
- Tost, Gyula (1846–1929), ungarischer Politiker und Minister für Kultus und Unterricht
- Tost, Hans (1907–1958), deutscher Filmproduzent
- Tost, Otto (1883–1954), deutscher Gewerkschaftsführer
- Tost, Peter (1939–2021), deutscher Schauspieler und Kameramann
- Tost, Renate (* 1937), deutsche Kalligrafin, Typografin, Autorin und LehrerinRenate Tost (* 1937)

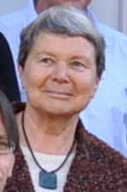
Renate Tost (* 1937)

- Tost, Tony (* 1975), US-amerikanischer Filmregisseur, Dichter, Kritiker und Drehbuchautor.
- Tost, Walter (1895–1948), deutscher Filmproduzent
- Tost, Wilfried (1952–2014), deutscher Mathematiker und Astronom
- Tosta Carrasco, Vicente (1881–1930), Präsident von Honduras
- Tosta, Emily (* 1998), dominikanische Schauspielerin und Model
- Tosta, Sheena (* 1982), US-amerikanische Hürdenläuferin
- Tostão (* 1947), brasilianischer Fußballspieler
- Tostary, Alfred (1872–1942), deutscher Sänger und Stummfilmregisseur
- Toste Godwinson († 1066), Graf (Earl) von Northumbria (1055–1065)
- Tosteson, Daniel C. (1925–2009), US-amerikanischer Mediziner und Physiologe
- Tosti, Antonio (1776–1866), italienischer Geistlicher, Kurienkardinal
- Tosti, Francesco Paolo (1846–1916), italienischer Sänger, Pianist und Komponist
- Tosti, Liberato (1883–1950), italienischer Geistlicher, römisch-katholischer Erzbischof und Diplomat des Heiligen Stuhls
- Tostmann, Gexi (* 1942), österreichische UnternehmerinGexi Tostmann (* 1942)

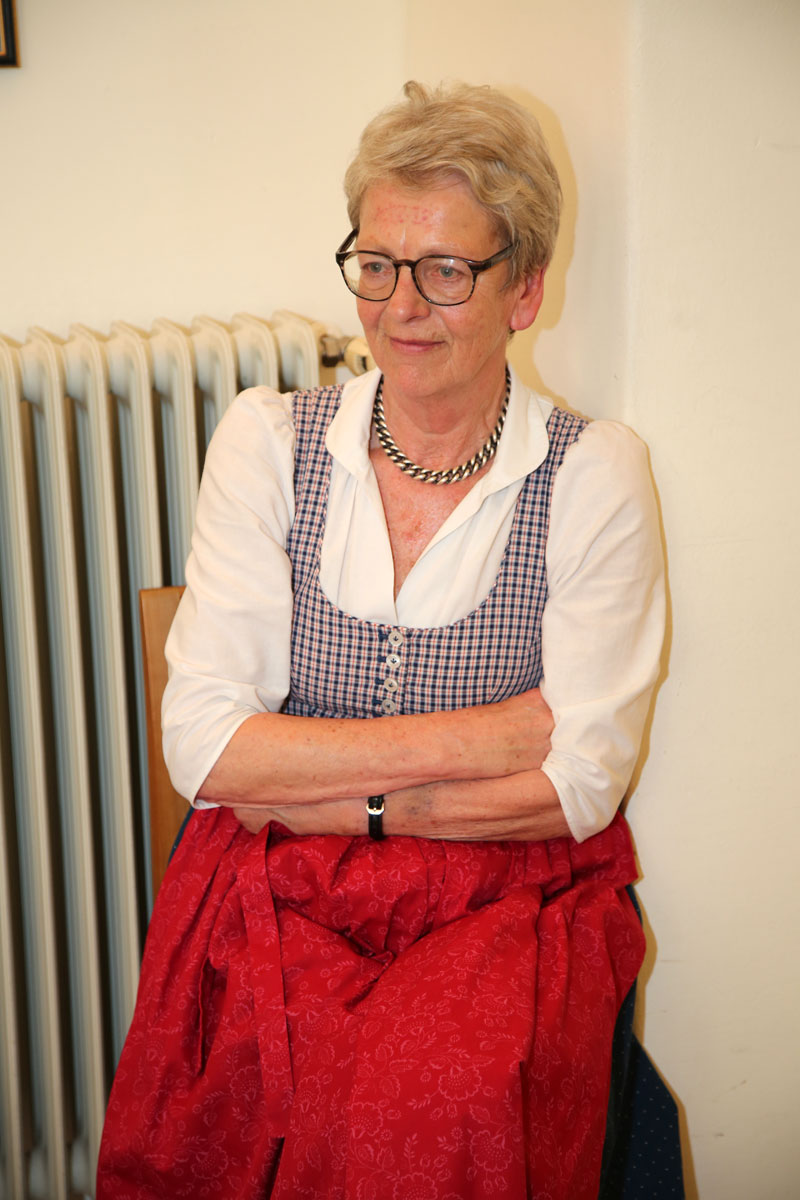
Gexi Tostmann (* 1942)

- Tosto, Vittorio (* 1974), italienischer Fußballspieler
- Tostões, Ana (* 1959), portugiesische Architektin, Architekturkritikerin und -historikerin

### Tosu
- Tosun, Ahmet (* 1964), Sommelier
- Tosun, Alaattin (* 1983), deutsch-türkischer Fußballspieler
- Tosun, Berat (* 1994), türkischer Fußballspieler
- Tosun, Cansu (* 1988), türkische Schauspielerin
- Tosun, Cem (* 1990), türkischer Fußballspieler
- Tosun, Cemil (* 1987), österreichischer Fußballspieler
- Tosun, Cenk (* 1991), türkisch-deutscher FußballspielerCenk Tosun (* 1991)

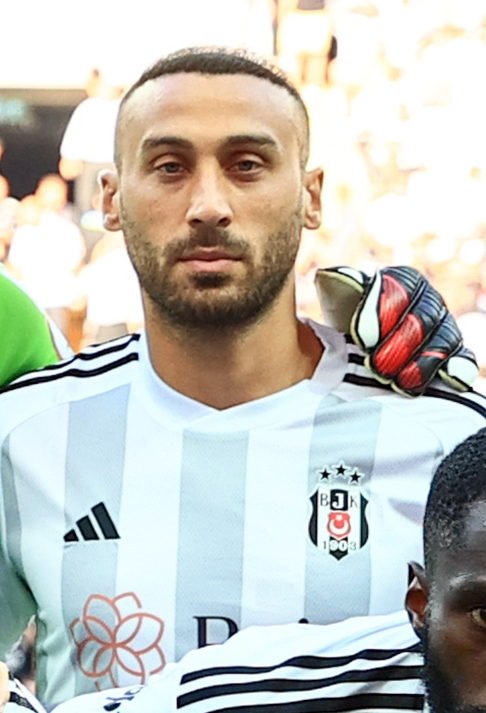
Cenk Tosun (* 1991)

- Tosun, Jale (* 1980), deutsche Politikwissenschaftlerin
- Tosun, Murat (* 1984), deutsch-türkischer Fußballspieler
- Tosun, Muzaffer (* 1975), deutscher Boxer und Kickboxer
- Tosun, Nihat (* 1959), türkischer Politiker und stellvertretender Gesundheitsminister
- Tosun, Ünal (* 1992), deutscher Fußballspieler
- Tosunoğlu, Tufan (* 1988), deutsch-türkischer Fußballspieler
- Toşur, Mehmet Ali (* 1992), türkischer Fußballspieler